# Le Monde, la Chair et le Diable
Pour plus de détails, voir Fiche technique et Distribution.
Le Monde, la Chair et le Diable (The World, the Flesh and the Devil) est un film de science-fiction américain réalisé par Ranald MacDougall en 1959.

## Synopsis
Ralph Burton, un mineur afro-américain, inspecte seul une mine en Pennsylvanie lorsqu'un éboulement se produit, le piégeant sous terre. Les secours ne tardent pas à creuser dans sa direction, mais au fur et à mesure que les jours passent, les secours ralentissent puis arrêtent définitivement de creuser. Paniqué, il se met à creuser de son côté. Une fois arrivé à la surface, il se retrouve dans un monde dévasté. Dans le bureau principal de la mine, il découvre l'horrible vérité grâce à deux journaux titrant « U.N. retaliates for use of atomic poison » (littéralement : « Les Nations Unies se vengent à la suite de l'utilisation du poison atomique. ») et « Millions flee from cities! End of the world » (littéralement : « Des millions de gens fuient les villes ! C'est la fin du monde. »). Ne trouvant personne dans sa ville, Ralph décide d'aller à New York. Mais là non plus, il n'y a personne. Dans une station de radio, des enregistrements lui apprennent qu'il y a bien eu une guerre nucléaire totale et que l'arme utilisée est une poussière d'isotopes radioactifs qui devient inoffensive au-delà de cinq jours.
Dépité, il s'installe dans un immeuble à New York. Pour tenter de vaincre sa solitude, il va chercher deux mannequins dans un grand magasin et les installe chez lui. Mais cela ne suffit pas et un jour où il ne supporte plus la solitude, il lance un mannequin depuis le balcon de son appartement. C'est à ce moment qu'il rencontre Sarah, qui accourt en criant vers le mannequin, persuadée que c'est lui qui a mis fin à ses jours. Ils deviennent rapidement amis mais Ralph devient distant à partir du moment où les sentiments de Sarah deviennent plus forts. 
Bien qu'ils vivent dans un monde post-apocalyptique, Ralph est convaincu qu'il y a d'autres survivants. Du coup, il diffuse fréquemment des messages radio et passe beaucoup de temps à écouter. Un jour, il reçoit un message en français, ce qui confirme son hypothèse.
Quelque temps plus tard, Ralph et Sarah rencontrent Ben, un jeune homme blanc, qui arrive à New York en bateau. Ben étant malade, ils doivent veiller sur lui jusqu'à ce qu'il recouvre la santé. Une fois rétabli, il fait plus ample connaissance avec Sarah et en tombe amoureux. Rapidement, Ben voit Ralph comme un rival et se rend compte que tant qu'il sera là, il sera un obstacle. 
Un jour, Ben va voir Ralph avec un revolver et lui propose de quitter la ville, sans quoi, il le tuera. Mais Ralph ne se laisse pas impressionner et refuse de fuir. Commence alors un duel mortel dans les rues désertes de New York. Alors que les deux hommes se cherchent, Ralph passe devant un monument près du bâtiment des Nations unies sur lequel figure une citation biblique: « They shall beat their swords into plowshares. And their spears into pruning hooks. Nation shall not lift up sword against nation. Neither shall they learn war any more. » (Isaïe 2:4 qui se traduit par « Il sera l’arbitre des peuples et le juge de nations nombreuses. Ils forgeront leurs épées en socs de charrue ; et leurs lances en faucilles. Une nation ne lèvera plus l’épée contre l’autre, et l’on n’apprendra plus la guerre. »).
Ralph réalise alors l'absurdité de leur situation et jette son fusil. Complètement désarmé, il va à la rencontre de Ben. Ce dernier se révèle incapable d'abattre froidement son compagnon et jette son fusil à son tour. Sarah, qui a assisté à la scène, s'approche de Ralph, lui prend la main droite et rappelle Ben qui les quittait. Elle prend alors la main gauche de Ben et tous trois s'éloignent en marchant vers un nouveau futur. Le film se termine avec la mention « The Beginning » (littéralement Le Commencement) au lieu de l'habituel « The End » (« Fin »).

## Fiche technique
- Titre français : Le Monde, la Chair et le Diable
- Titre original : The World, the Flesh and the Devil
- Réalisateur : Ranald MacDougall
- Scénario : Ranald MacDougall d'après le roman The Purple Cloud de Matthew Phipps Shiel
- Producteur : George Englund et Harry Belafonte
- Musique : Miklós Rózsa
- Image : Harold J. Marzorati
- Montage : Harold F. Kress
- Pays d'origine :  États-Unis
- Langue : anglais
- Genre : science-fiction
- Durée : 95 minutes
- Date de sortie :
  - États-Unis : 20 mai 1959

## Distribution
- Harry Belafonte (VF : Georges Aminel) : Ralph Burton
- Inger Stevens (VF : Jeanine Freson) : Sarah Crandall
- Mel Ferrer (VF : Gabriel Cattand) : Ben Thacker

## À propos du film
Réflexion sur les dangers du nucléaire mais aussi sur le racisme, le film offre des images surprenantes d'un New York déserté. Pour cela, les prises de vues durent se faire à l'aube en bloquant quelque peu la circulation, une méthode réutilisée en 1997 pour une célèbre scène du film L'Associé du diable.